# Presunto culpable (serie de televisión)
Presunto culpable es una serie de televisión española producida por Boomerang TV para Antena 3, que se estrenó el 18 de septiembre de 2018. La serie está basada en la culpabilidad o inocencia del supuesto asesinato de una joven que resulta ser la novia del protagonista. Está protagonizada por Miguel Ángel Muñoz, Alejandra Onieva, Susi Sánchez y Carlos Serrano, Elvira Mínguez o Teresa Hurtado de Ory, entre otros.

## Sinopsis e historia
Ambientada en un pequeño e idílico pueblo pesquero del País Vasco, cuenta la historia de Jon Arístegui (Miguel Ángel Muñoz), un investigador que vive en París y que, tras un terrible suceso, se verá obligado a volver al pueblo en el que nació y que abandonó seis años atrás. Allí tendrá que enfrentarse a los fantasmas de su pasado y a un misterio que nunca llegó a resolverse: la desaparición de su novia, Anne (Alejandra Onieva).
La serie guarda bastante similitud con la trama de la serie noruega Frikjent (Absuelto), cuyas 2 temporadas fueron emitidas en España en 2016 y 2017 a través de Movistar Series. La provincia de Vizcaya es la protagonista principal de la serie. Allí se desarrollará la trama extendiéndose durante varios meses. Lugares como Bilbao, Gaztelugache, La Ría de Guernica, el paseo marítimo de Mundaca, el Faro de Cabo Machichaco, localizaciones en Bermeo y las playas vascas de Laga, Laida y Arribolas serán los enclaves favoritos de desarrollo de la trama junto a Madrid, Segovia y París (en Pont Neuf o Les Berges de Seine).

## Reparto

### Reparto principal
- Miguel Ángel Muñoz - Jon Arístegui
- Elvira Mínguez - Amaia Aguirre
- Josean Bengoetxea - Julen Otxoa
- Tomás del Estal - Aitor Arístegui
- Itziar Atienza - Ainhoa Arístegui
- Teresa Hurtado de Ory - Susana Ortega
- Carlos Serrano - Iñaki Arístegui
- Kiko Rossi - Eneko Otxoa Aguirre
- Alejandra Onieva - Anne Otxoa Aguirre
- Irene Montalá - Elena Miralles
- Iñaki Font - Joseba Otxoa Aguirre (Episodio 1; Episodio 3 - Episodio 13)
- Carol Rovira - Maite Otxoa Aguirre (Episodio 2 - Episodio 13)
- Eduardo Rosa - Javier Arístegui (Episodio 2 - Episodio 13)

con la colaboración especial de
- Susi Sánchez - Begoña

### Reparto secundario
- Pablo Scola - Salvador Arístegui (Episodio 1 - Episodio 3; Episodio 6; Episodio 8 - Episodio 9)
- Naiara Carmona - Nerea (Episodio 1; Episodio 3)
- Godeliv Van der Brandt - Julie (Episodio 1)
- Marta Castellote - Laia (Episodio 1; Episodio 3; Episodio 7 - Episodio 10; Episodio 13)
- Mark Schardan - Peter (Episodio 1 - Episodio 3)
- Patxi Santamaría - Padre Leandro (Episodio 1; Episodio 5 - Episodio 6; Episodio 10)
- Maialen Vega - Natalia (Episodio 1; Episodio 4; Episodio 6 - Episodio 8; Episodio 10; Episodio 12)
- Timothy Cordukes - Claudio (Episodio 1)
- Jorge Andreu - Miguel (Episodio 1 - Episodio 2)
- Daniela Rubio - Isabel (Episodio 1 - Episodio 2)
- Gorka Mínguez - Iker (Episodio 1 - Episodio 4; Episodio 7 - Episodio 13)
- Asier Iturriaga - Guillermo (Episodio 2; Episodio 4; Episodio 6 - Episodio 8; Episodio 10 - Episodio 11; Episodio 13)
- Iñigo Aranburu - Bernardo (Episodio 2 - Episodio 3; Episodio 5 - Episodio 7; Episodio 10)
- Beñat Iturbe - Marcos (Episodio 3; Episodio 9)
- Jon Mendía - Pedro (Episodio 3; Episodio 5 - Episodio 13)
- Èlia Corral - Merche (Episodio 4; Episodio 8; Episodio 12)
- Fran Bleu - Sebas (Episodio 4 - Episodio 6; Episodio 11)
- Alba Bersabe - Carla (Episodio 5 - Episodio 8; Episodio 11)
- Jordi Planas - David (Episodio 5 - Episodio 6; Episodio 9; Episodio 11; Episodio 13)
- Oihan Lopetegi - Leire Otxoa (Episodio 6 - Episodio 9; Episodio 11 - Episodio 12)
- Mikel Losada - Gorka (Episodio 7 - Episodio 8; Episodio 10)
- Ylenia Baglietto - Sara (Episodio 12 - Episodio 13)
- Irene Bueno Royo- Teresa (Episodio 12)

## Episodios y audiencias
| Serie | Serie        | Estreno                  | Final                   | Audiencia media | Audiencia media | Audiencia media |
| Serie | Serie        | Estreno                  | Final                   | Espectadores    | Cuota           |                 |
| ----- | ------------ | ------------------------ | ----------------------- | --------------- | --------------- | --------------- |
|       | 13 episodios | 18 de septiembre de 2018 | 11 de diciembre de 2018 | 1 898 000       | 13,2%           |                 |

| N.º (serie) | N.º (temp.) | Título         | Director(es)      | Guionista(s)                               | Fecha de emisión         | Audiencia         |
| ----------- | ----------- | -------------- | ----------------- | ------------------------------------------ | ------------------------ | ----------------- |
| 1           | 1           | «Vértigo»      | Alejandro Bazzano | Javier Holgado y Susana López              | 18 de septiembre de 2018 | 2 266 000 (16,0%) |
| 2           | 2           | «Culpabilidad» | Alejandro Bazzano | Javier Holgado y Susana López              | 25 de septiembre de 2018 | 1 853 000 (13,0%) |
| 3           | 3           | «Defensa»      | Alberto Ruiz Rojo | Javier Holgado, Carlos Vila y Susana López | 2 de octubre de 2018     | 1 712 000 (11,9%) |
| 4           | 4           | «Permiso»      | Alberto Ruiz Rojo | Javier Holgado, Carlos Vila y Susana López | 9 de octubre de 2018     | 1 724 000 (11,8%) |
| 5           | 5           | «Furia»        | Menna Fité        | Javier Holgado, Carlos Vila y Susana López | 16 de octubre de 2018    | 1 891 000 (13,1%) |
| 6           | 6           | «Dolor»        | Menna Fité        | Javier Holgado, Carlos Vila y Susana López | 23 de octubre de 2018    | 1 774 000 (12,3%) |
| 7           | 7           | «Pensamientos» | Alejandro Bazzano | Javier Holgado y Carlos Vila               | 30 de octubre de 2018    | 1 829 000 (12,9%) |
| 8           | 8           | «Rabia»        | Alejandro Bazzano | Javier Holgado y Carlos Vila               | 6 de noviembre de 2018   | 1 910 000 (12,7%) |
| 9           | 9           | «Persecución»  | Alberto Ruiz Rojo | Javier Holgado y Carlos Vila               | 13 de noviembre de 2018  | 1 877 000 (13,1%) |
| 10          | 10          | «Disidencias»  | Alberto Ruiz Rojo | Javier Holgado y Carlos Vila               | 20 de noviembre de 2018  | 1 978 000 (13,7%) |
| 11          | 11          | «Cambios»      | Menna Fité        | Javier Holgado y Carlos Vila               | 27 de noviembre de 2018  | 1 905 000 (12,9%) |
| 12          | 12          | «Reproches»    | Menna Fité        | Javier Holgado y Carlos Vila               | 4 de diciembre de 2018   | 1 940 000 (13,4%) |
| 13          | 13          | «Verdad»       | Alejandro Bazzano | Javier Holgado y Carlos Vila               | 11 de diciembre de 2018  | 2 047 000 (14,9%) |